# Ao Veado d'Ouro
A Botica Ao Veado d'Ouro foi uma tradicional farmácia sediada na Rua São Bento, no centro histórico da cidade de São Paulo.
Encerrou suas atividades em 2008, dez anos após se envover num esquema de falsificação do medicamento Androcur, destinado essencialmente ao tratamento de câncer de próstata. Os sócios Edgar Helbig e Daniel Eduardo Derkatscheff Vera foram posteriromente condenados a 13 anos de prisão.

## História
Surgiu em 1858 como uma papelaria, livraria e loja de miudezas criada por Gustavo Gravenhorst e em maio do mesmo ano, o imigrante alemão e farmacêutico Gustavo Schaumann se junta a Gravenhorst em sociedade. Nesta época, a cidade de São Paulo possuía cerca de 30 mil habitantes e apenas quatro farmacêuticos para atender toda a população, o que despertou o interesse de Schaumann em criar uma farmácia de alto nível.
Gravenhorst ficou encarregado de ir até a Alemanha para buscar os equipamentos para a farmácia, porém faleceu durante a viagem. Schaumann havia ficado em São Paulo para cuidar do negócio e acabou assumindo a empresa, renomeando-a como "Botica Ao Veado d'Ouro" e utilizando a escultura de um veado dourado, inscrito no brasão de sua família como emblema do estabelecimento.
Em 1879, o seu filho Henrique Schaumann, então com 23 anos, recém-formado em Hamburgo, assumiu o controle do negócio da família. Em 1905, Alfredo Thiele se tornou o novo responsável pela empresa, até vender a farmácia a outros colaboradores. A Botica gozava de um prestígio e credibilidade com poucos paralelos na cidade de São Paulo. Não eram raros os clientes que simplesmente se recusavam a consumir medicamentos de manipulação que não fossem produzidos pelo estabelecimento.

### Caso Androcur
No entanto, em 1998 a farmácia envolveu-se em um famoso escândalo envolvendo a falsificação do medicamento Androcur (destinado essencialmente ao tratamento de câncer de próstata). Segundo investigações realizadas à época, a Botica produziu cerca de um milhão e trezentos mil comprimidos de placebo. Nesse mesmo ano, a farmácia já havia sido fechada pela Vigilância Sanitária por não estar em condições adequadas de funcionamento.
A fabricação de placebo não é ilegal, observadas as quantidades permitidas para cada fabricante bem como, principalmente, o fim a que se destina. Retirados e levados para outro endereço, os comprimidos-placebo eram embalados e recebiam um rótulo falsificado do Androcur. Os sócios Edgar Helbig e Daniel Eduardo Derkatscheff Vera foram condenados a 13 anos de prisão. Os sócios defenderam-se alegando que os comprimidos eram produzidos a pedido de um cliente e que, da porta do estabelecimento para fora, desconheciam a destinação dos mesmos.
No entanto, sem explicação ficou o fato de que o volume encomendado não gerou suspeitas aos donos da Botica; além de que a mpresa sequer tinha autorização legal para produzir medicamentos em escala industrial, tanto que a Vigilância Sanitária havia lacrado o estabelecimento já em setembro de 1998 pelo simples fato deste estar produzindo em escala industrial, independente da qualidade dos produtos.
O escândalo marcou a Botica Ao Veado d'Ouro indelevelmente, sendo o evento ainda lembrado por muitos paulistanos mesmo décadas depois. Em 2008, a Botica encerrou suas atividades, tendo seus funcionários e donos realocados para a farmácia de manipulação Medida Exata, que ficava no bairro paulistano de Pinheiros e fechou em 2014.[carece de fontes?]